# شاين باركر
شاين باركر (بالإنجليزية: Shane A. Parker)‏ (و. 1943 – 1992 م) هو عالم طيور، من أستراليا، توفي عن عمر يناهز 49 عاماً.